# Colinas Nandi

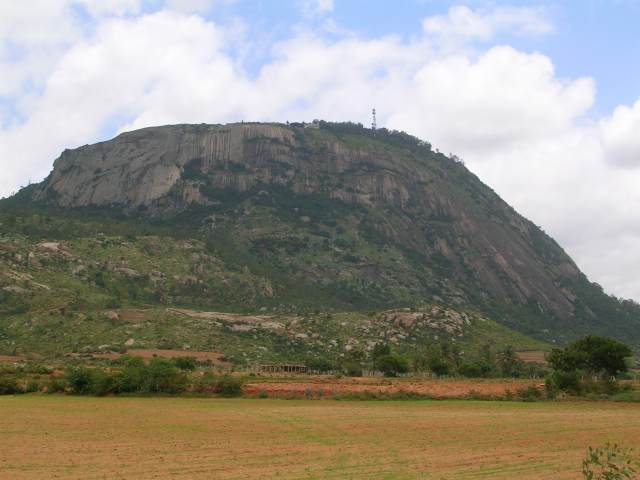
Vista de las colinas Nandi.

La colina Nandi Durg o Nandidurg es un antiguo montículo fortificado, localizado en el sur de India, en el distrito de Kolar en el estado de Karnataka. Está a 4851 pies  sobre el nivel de mar.
La colina Nandidrug es conocida comúnmente como colinas Nandi, es la fuente de los ríos Penner y Ponnaiyar. Las colinas Nandi deben su nombre a un antiguo templo a Nandi situado sobre esta colina. Este templo tiene la escultura de mil años de Nandi. Una efigie antigua de Shivá y el templo de Párvati también adornan esta colina.
Nandidurg tradicionalmente fue considerado impenetrable, y su asalto por Lord Cornwallis en 1791 fue uno de los incidentes más notables de la primera guerra contra el Sultán Tipu de Mysore. Se convirtió en un recurso favorito para los funcionarios británicos durante la estación caliente. Francis Cunningham construyó la residencia de verano aquí para Sir Mark Cubbon.

## Turismo

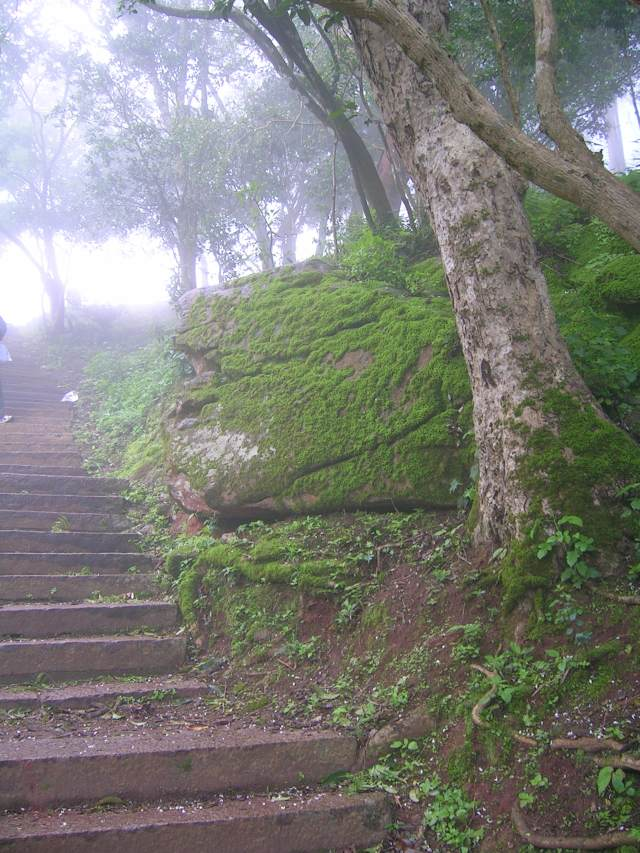
Los caminos que conducen a la entrada de la fortaleza están rodeados por vegetación que forma el hábitat ideal para varias especies de tordos y currucas.

Las colinas son ahora un popular punto turístico durante el verano. El departamento de horticultura estatal mantiene un jardín especialmente para los turistas. La presión de los turistas sobre el medio ambiente aquí es considerado como un problema considerable, debido a la basura, la perturbación ruidosa y física.
- Datos: Q3518367
- Multimedia: Nandi Hills / Q3518367